# Rachel Levine
Rachel L. Levine, född Richard Levine 28 oktober 1957, är en amerikansk barnläkare, professor i pediatrik och psykiatri vid Penn State College of Medicine och hälsochef i staten Pennsylvania.
Levine är utbildad vid Harvard University och Tulane University School of Medicine.
President Joe Biden nominerade i januari 2021 Levine till vice hälsominister. Hon bekräftades sedan av senaten den 24 mars med röstsiffrorna 52-48, och blev därmed den första öppna transperson att ingå i en amerikansk regering.
Levine har två barn, David och Dayna. Hon skiljde sig från sin maka Martha Peaslee Levine 2013.